# Херлен
Херлен (на нидерландски: Heerlen) е град и община в Югоизточна Нидерландия, втори по големина в провинция Лимбург. Населението на града и общината е около 90 000 души (2007).

## Личности
Родени
- Томас Бернхард (1939-1989), австрийски писател
- Хайн Симонс (р. 1955), певец